# Karl-Heinz Wildmoser junior
Karl-Heinz „Heinzi“ Wildmoser junior (* 1964 in München) ist ein Gastronom und ehemaliger deutscher Fußballfunktionär.

## Leben und Karriere
Mit 19 Jahren übernahm der gelernte Hotel-Kaufmann einen Betrieb im Gastronomieimperium seines Vaters Karl-Heinz Wildmoser senior.
Ende der 1990er Jahre holte ihn Wildmoser senior in die Führungsetage des TSV 1860 München. 2001 übernahm er dort die Geschäftsführung der neugegründeten TSV München von 1860 GmbH & Co. KGaA, der nun aus dem Verein ausgegliederten Profifußballabteilung. Darüber hinaus war er der Vertreter des TSV 1860 in der Geschäftsführung der Allianz Arena München Stadion GmbH.
Am 9. März 2004 wurde Wildmoser zusammen mit seinem Vater wegen des Verdachts der Untreue und Bestechlichkeit bei der Ausschreibung der Arena verhaftet. Er hatte Insiderinformationen an die Baufirma Alpine weitergegeben und dafür im Gegenzug 2,8 Millionen Euro erhalten. Wildmoser junior legte ein umfängliches Geständnis ab, das Verfahren gegen Wildmoser senior wurde eingestellt. Am 13. Mai 2005 wurde Wildmoser junior schließlich zu einer Haftstrafe von viereinhalb Jahren verurteilt, die er am 31. Oktober 2006 antrat. Da die 14 Monate Untersuchungshaft angerechnet wurden, konnte er im Spätsommer 2008 die Justizvollzugsanstalt Landsberg wieder verlassen.
Wildmoser ist verheiratet und hat drei Kinder. Er betreibt mehrere Lokale in München. Von 2004 bis zum Tod des Vaters am 28. Juli 2010 hatte Wildmoser junior keinen Kontakt mehr zu seinem Vater gehabt.